# 高峰三枝子
高峰三枝子（日语：／ Takamine Mieko，1918年12月2日—1990年5月27日），女，日本演员、歌手。曾获得蓝丝带奖最佳女配角。